# Escot
Escot (in dialetto guascone Escòt) è un comune francese di 136 abitanti situato nel dipartimento dei Pirenei Atlantici nella regione della Nuova Aquitania. Appartenente alla valle d'Aspe, il territorio del comune è attraversato dalla gave d'Aspe, affluente della gave d'Oloron.

## Comuni limitrofi
- Lurbe-Saint-Christau e Oloron-Sainte-Marie a nord
- Asasp-Arros a ovest
- Sarrance a sud
- Bilhères a est.

## Società

### Evoluzione demografica
Abitanti censiti